# Кунгак (заказник)
Кунгак (баш. Көнгәк заказнигы) — государственный природный зоологический заказник республиканского значения, расположенный в южной части Мелеузовского района Республики Башкортостан в 12 км на юго-восток от районного центра города Мелеуза.

## Обзор
Заказник организован в соответствии с Постановлением Кабинета Министров Республики Башкортостан от 5 июня 2002 года N 178. Постановлением Правительства Республики Башкортостан от 25 августа 2005 года N 189 заказник закреплён за государственным бюджетным учреждением «Дирекция по особо охраняемым природным территориям Республики Башкортостан». Заказник образован с целью сохранения и увеличения численности ценных видов диких животных.
Заказник создан на участках лесного фонда и землях сельскохозяйственного назначения. Площадь заказника составляет 4710 га.
Охране на территории заказника подлежат: наземные позвоночные животные, ихтио- и энтомофауна, естественные солонцы, места сезонных концентраций, миграций, вывода потомства и т.д.; участки массового обитания животных, занесённых в Красную книгу Российской Федерации и Красную книгу Республики Башкортостан.